# Championnat de la Martinique de football 2004-2005
Navigation
Saison précédente Saison suivante
La saison 2004-2005 du Championnat de la Martinique de football est la quatre-vingt-sixième édition de la première division en Martinique, nommée Régionale 1. Les quatorze formations de l'élite sont réunies au sein d'une poule unique où elles s'affrontent deux fois au cours de la saison. Les quatre derniers du classement sont relégués et remplacés par les quatre meilleurs clubs de Régionale 2 à l'issue de la saison.
C'est le Club franciscain, tenant du titre depuis six saisons, qui remporte à nouveau la compétition après avoir terminé en tête du classement final, avec trois points d’avance sur le Racing Club de Rivière-Pilote et sept sur le Club Colonial de Fort-de-France. Il s’agit du onzième titre de champion de Martinique de l'histoire du club, qui réussit encore le doublé en s'imposant en finale de la Coupe de la Martinique face au Club Colonial.

## Qualifications régionales
Les quatre premiers du championnat se qualifient pour la Ligue Antilles 2005-2006.

## Les clubs participants
- Club franciscain
- Club sportif Case-Pilote
- RC Saint-Joseph - Promu de Régionale 2
- Gauloise de La Trinité - Promu de Régionale 2
- Samaritaine de Sainte-Marie
- Racing Club de Rivière-Pilote
- Aiglon du Lamentin
- Club Colonial de Fort-de-France
- Olympique du Marin - Promu de Régionale 2
- Union sportive du Robert
- Etoile Basse-Pointe
- Club Peléen
- Eclair de Rivière Salée - Promu de Régionale 2
- Santana Club

## Compétition
Le barème de points servant à établir le classement se décompose ainsi :
- Victoire : 3 points
- Match nul : 2 points
- Défaite : 1 point

### Classement
| Rang | Équipe                          | Pts | J  | G  | N  | P  | Bp | Bc | Diff |
| ---- | ------------------------------- | --- | -- | -- | -- | -- | -- | -- | ---- |
| 1    | Club franciscain'T'C            | 67  | 26 | 19 | 3  | 4  | 57 | 20 | +37  |
| 2    | Racing Club de Rivière-Pilote   | 64  | 26 | 15 | 8  | 3  | 36 | 14 | +22  |
| 3    | Club Colonial de Fort-de-France | 60  | 26 | 11 | 12 | 3  | 27 | 18 | +9   |
| 4    | Aiglon du Lamentin              | 56  | 26 | 11 | 8  | 7  | 37 | 26 | +11  |
| 5    | Club sportif Case-Pilote        | 53  | 26 | 8  | 11 | 7  | 35 | 29 | +6   |
| 6    | Samaritaine de Sainte-Marie     | 53  | 26 | 9  | 9  | 8  | 33 | 35 | -2   |
| 7    | Eclair de Rivière SaléeP        | 53  | 26 | 8  | 11 | 7  | 20 | 25 | -5   |
| 8    | RC Saint-JosephP                | 52  | 26 | 10 | 6  | 10 | 38 | 30 | +8   |
| 9    | Club Peléen                     | 51  | 26 | 8  | 9  | 9  | 31 | 29 | +2   |
| 10   | Union sportive du Robert        | 51  | 26 | 6  | 13 | 7  | 29 | 33 | -4   |
| 11   | Santana Club                    | 51  | 26 | 8  | 9  | 9  | 25 | 31 | -6   |
| 12   | Etoile Basse-Pointe             | 44  | 26 | 5  | 7  | 14 | 24 | 42 | -18  |
| 13   | Olympique du MarinP             | 40  | 26 | 4  | 6  | 16 | 24 | 46 | -22  |
| 14   | Gauloise de La TrinitéP         | 34  | 26 | 1  | 6  | 19 | 20 | 58 | -38  |

|  | Qualification pour la Ligue Antilles 2005-2006                                          |
|  | Relégation en deuxième division                                                         |
|  | T : Tenant du titre C : Vainqueur de la Coupe de la Martinique P : Promu de Régionale 2 |

## Bilan de la saison
| Championnat de la Martinique de football 2004-2005 |                                 |
| Champion                                           | Club franciscain (11e titre)    |
| Coupes et trophées                                 |                                 |
| Vainqueur de la Coupe de la Martinique 2004-2005   | Club franciscain                |
| Qualifications continentales                       |                                 |
| Ligue Antilles 2005-2006                           | Club franciscain                |
| Ligue Antilles 2005-2006                           | Racing Club de Rivière-Pilote   |
| Ligue Antilles 2005-2006                           | Club Colonial de Fort-de-France |
| Ligue Antilles 2005-2006                           | Aiglon du Lamentin              |
| Promotions et relégations                          |                                 |
| Promus en Régionale 1                              | Club Sportif Vauclinois         |
| Promus en Régionale 1                              | US Diamantoise                  |
| Promus en Régionale 1                              | Golden Star de Fort-de-France   |
| Promus en Régionale 1                              | Silver Star Ajoupa Bouillo      |
| Relégués en Régionale 2                            | Santana Club                    |
| Relégués en Régionale 2                            | Etoile Basse-Pointe             |
| Relégués en Régionale 2                            | Olympique du Marin              |
| Relégués en Régionale 2                            | Gauloise de La Trinité          |